# 짐바브웨 대통령
짐바브웨의 대통령(President of Zimbabwe)은 짐바브웨의 국가 원수이다. 1980년 독립한 다음 카난 바나나가 초대 대통령을 지냈다. 1987년 12월 31일부터 2009년 2월 11일까지 대통령은 정부 수반도 겸했으며, 총리 직은 바나나의 후임 로버트 무가베에 의해 폐지되었다.
2008~2009년의 짐바브웨 정치 협상에 따라 총리직이 부활되었으나, 2013년의 신헌법 발효로 다시 폐지되었다. 2007년 개헌으로 6년 임기에서 5년으로 대통령의 임기가 수정되었다.

## 짐바브웨의 대통령 목록
| 대 | 기 | 사진                                                                                | 이름                                               | 임기                    | 임기                           | 득표율                                                                    | 정당                                    |
| -- | -- | ----------------------------------------------------------------------------------- | -------------------------------------------------- | ----------------------- | ------------------------------ | ------------------------------------------------------------------------- | --------------------------------------- |
| 1  | 1  |                                                                                     | 카난 바나나 (1936.3.5 ~ 2003.11.10) Canaan Banana  | 1980년 4월 18일         | 1986년 4월 18일                | 1980년 총선 승리 - 63.0% 1,668,992 (짐바브웨아프리카민족동맹-애국전선 당) | 짐바브웨아프리카민족동맹                |
| 1  | 2  | 1986년 4월 18일                                                                     | 카난 바나나 (1936.3.5 ~ 2003.11.10) Canaan Banana  | 1987년 12월 31일        | 1986년 재선                    |                                                                           | 짐바브웨아프리카민족동맹                |
| 2  | 1  |                                                                                     | 로버트 무가베 (1924.2.21 ~ 2019.9.5) Robert Mugabe | 1987년 12월 31일        | 1990년 3월 23일                | 1987년 개헌 (의원 내각제 → 대통령중심제)                                  | 짐바브웨 아프리카 민족 연맹 - 애국 전선 |
| 2  | 2  | 1990년 3월 23일                                                                     | 로버트 무가베 (1924.2.21 ~ 2019.9.5) Robert Mugabe | 1996년 3월 17일         | 1990년 대선 - 83.05% 2,026,976 |                                                                           | 짐바브웨 아프리카 민족 연맹 - 애국 전선 |
| 2  | 3  | 1996년 3월 17일                                                                     | 로버트 무가베 (1924.2.21 ~ 2019.9.5) Robert Mugabe | 2002년 3월 17일         | 1996년 대선 - 92.76% 1,404,501 |                                                                           | 짐바브웨 아프리카 민족 연맹 - 애국 전선 |
| 2  | 4  | 2002년 3월 17일                                                                     | 로버트 무가베 (1924.2.21 ~ 2019.9.5) Robert Mugabe | 2008년 6월 29일         | 2002년 대선 - 56.2% 1,685,212  |                                                                           | 짐바브웨 아프리카 민족 연맹 - 애국 전선 |
| 2  | 5  | 2008년 6월 29일                                                                     | 로버트 무가베 (1924.2.21 ~ 2019.9.5) Robert Mugabe | 2013년 8월 22일         | 2008년 대선 - 85.5% 2,150,269  |                                                                           | 짐바브웨 아프리카 민족 연맹 - 애국 전선 |
| 2  | 6  | 2013년 8월 22일                                                                     | 로버트 무가베 (1924.2.21 ~ 2019.9.5) Robert Mugabe | 2017년 11월 21일 (사임) | 2013년 대선 - 61.09% 2,110,434 |                                                                           | 짐바브웨 아프리카 민족 연맹 - 애국 전선 |
| 2  | 6  | 쿠데타로 콘스탄티노 치웽가 군 총사령관이 최고 지도자 (2017년 11월 14일 ~ 11월 24일) | 로버트 무가베 (1924.2.21 ~ 2019.9.5) Robert Mugabe |                         |                                |                                                                           |                                         |
| 3  | 1  |                                                                                     | 에머슨 음낭가과 (1942.9.15 ~ ) Emmerson Mnangagwa  | 2017년 11월 24일        | 2018년 8월 26일                | 의회 지명                                                                 | 짐바브웨 아프리카 민족 연맹 - 애국 전선 |
| 3  | 2  | 2018년 8월 26일                                                                     | 에머슨 음낭가과 (1942.9.15 ~ ) Emmerson Mnangagwa  |                         | 2018년 대선 - 50.8% 2,460,463  |                                                                           | 짐바브웨 아프리카 민족 연맹 - 애국 전선 |

## 같이 보기
- 짐바브웨의 총리
- 로디지아의 대통령 목록